# 程金相
程金相（1928年—2020年8月15日），男，河南清丰人，中华人民共和国政治人物，曾任辽宁省人民政府秘书长，辽宁省人大常委会副主任。

## 生平
1946年在苏联军管的旅顺市参加革命，从事宣传工作，曾任铁山区委书记。1949年至1950年，在中共中央东北局党校学习。1950年，任大连造船厂党委宣传部长、副书记。1961年后，历任中共辽宁省委工业部副处长、处长。文化大革命期间，在辽宁省五七干校学习，并在昭乌达盟插队，任喀喇沁旗五七领导小组成员。1971年后，历任赤峰市委副书记，昭乌达盟委副书记，辽宁省建委副主任、主任等职。1983年至1987年，任辽宁省人民政府副秘书长、秘书长。1988年，当选辽宁省人大常委会副主任。1993年12月离休。2020年8月15日在沈阳病逝。